# Dixa nubilipennis
Dixa nubilipennis är en tvåvingeart som beskrevs av Curtis 1832. Dixa nubilipennis ingår i släktet Dixa och familjen u-myggor. Inga underarter finns listade i Catalogue of Life.